# Đệ Tứ Quốc tế
Đệ Tứ Quốc tế còn gọi là Cộng sản Đệ Tứ, là một tổ chức quốc tế cộng sản, một lựa chọn thay thế cho chủ nghĩa Stalin. Dựa trên di sản lý luận của Lev Trotsky, mục tiêu của tổ chức là thực hiện cuộc cách mạng toàn cầu, giành thắng lợi cho giai cấp công nhân và xây dựng chủ nghĩa xã hội. Tổ chức được thành lập vào năm 1938 tại Pháp bởi Trotsky và những người ủng hộ ông, những người tin rằng Quốc tế Cộng sản đã bị phe Stalin kiểm soát hoàn toàn, và không còn khả năng lãnh đạo giai cấp công nhân quốc tế giành lấy chính quyền. Vì vậy, họ đã thành lập "Đệ Tứ Quốc tế" như một tổ chức đối trọng. Nhiều nhà hoạt động của tổ chức này bị mật vụ NKDV truy lùng, các nước tư bản đàn áp (như Pháp và Hoa Kỳ). Những người ủng hộ Liên Xô cáo buộc Đệ Tứ Quốc tế là một tổ chức phản động.
Đệ Tứ Quốc tế bị chia rẽ lần đầu tiên vào năm 1940, đến năm 1953 thì chia rẽ lần hai. Dù năm 1963 có tái hợp một phần, nhưng nhiều nhóm vẫn tuyên bố mình chính là người kế thừa chính trị hợp pháp của Đệ Tứ Quốc tế.

## Liên minh chính trị
Tổ chức chính trị quốc tế là một tổ chức bao gồm các đảng phái hoặc nhà hoạt động chính trị, với mục tiêu chính là điều phối và tổ chức hoạt động của họ theo một hướng đồng nhất. Đây là truyền thống bắt nguồn từ Hội Liên hiệp Lao động Quốc tế do Karl Marx thành lập, sau này được biết đến với tên gọi là Đệ Nhất Quốc tế. 
Sau khi Hội Liên hiệp Lao động Quốc tế tan rã vào năm 1876, đã có một số nỗ lực nhằm tái lập tổ chức, dẫn đến việc thành lập Đệ Nhị Quốc tế theo tư tưởng xã hội dân chủ. Do bất đồng về vai trò của các đảng phái thành viên sau khi chiến tranh thế giới thứ nhất bùng nổ, Đệ Nhị Quốc tế giải thể vào năm 1914. Về cơ cấu, tổ chức được tái lập vào những năm 1919-1920 sau khi hợp nhất với Quốc tế Viên, và được đổi tên thành Quốc tế Công nhân Xã hội chủ nghĩa. Sau Cách mạng Tháng Mười, những người Bolshevik và các đảng cách mạng đã hợp nhất thành Quốc tế Cộng sản, một liên minh quốc tế được hình thành dựa trên nguyên tắc của tập trung dân chủ. Tổ chức này yêu cầu mọi đảng phái thành viên phải đấu tranh cho những chính sách do Quốc tế thông qua.
Khi tự xưng là Đệ Tứ Quốc tế (hoặc "Thế giới Cách mạng Xã hội Đảng"), phe Trotsky nhấn mạnh họ kế thừa truyền thống cách mạng từ Quốc tế Cộng sản và những tổ chức tiền thân, nhưng chỉ công nhận 4 kỳ đại hội đầu tiên của Quốc tế Cộng Sản, và cho rằng tổ chức đã đến hồi thoái trào. Phe Trotsky tin rằng Đệ Nhị Quốc tế và Quốc tế Cộng sản không còn khả năng hoạt động như những tổ chức cách mạng vô sản thế giới theo các nguyên tắc cách mạng xã hội chủ nghĩa và chủ nghĩa quốc tế. Trotsky viết rằng Đệ Tứ Quốc tế có nhiệm vụ "ngăn chặn chiến tranh; lật đổ chế độ nô lệ của giai cấp tư sản; vạch trần bản chất xảo trá của Đệ Nhị, Đệ Tam và Amsterdam".

## Bối cảnh
Mặc dù Đảng Cộng sản Liên Xô và Đại hội Quốc tế Cộng sản lần thứ V đã xác định chủ nghĩa Trotsky "lệch lạc có tính chất tiểu tư sản", song ông vẫn là thành viên của Bộ Chính trị và Ban Chấp hành Trung ương, vì khi đó họ (phe Trotsky) tuy bất đồng nhưng vẫn trung thành với Đảng. Cho đến khi phe Trotsky bắt đầu tập hợp thành một đảng phái riêng và kêu gọi người dân biểu tình chống Liên Xô thì những hình phạt mang tính tổ chức mới được áp dụng, phe Trotsky bắt đầu bị khai trừ.
Theo bức thư của Trotsky, Adolf Hitler và chủ nghĩa phát xít đã thống trị nước Đức mà không vấp phải trở ngại nào từ hai đảng công nhân lớn thời bấy giờ (SPD và KPD), cho rằng Đệ Nhị và Đệ Tam Quốc tế đã thối nát và câu kết với chủ nghĩa tư bản bởi bộ máy quan liêu Stalin. Do đó "không còn cách nào khác" phải thành lập Đệ Tứ Quốc tế để lãnh đạo giai cấp công nhân chống lại chủ nghĩa tư bản và phát xít. Năm 1933, bốn tổ chức xã hội chủ nghĩa (không thuộc Quốc tế Cộng sản) họp tại Paris (ban đầu dự định tổ chức tại Genève) và ký thỏa thuận dự định thành lập Đệ Tứ Quốc tế. Hai trong số bốn đảng đã không tuân theo thỏa thuận, sau khi khối Cánh tả Đối lập hợp tác với đảng Cách mạng Xã hội Hà Lan thì đổi tên thành Liên đoàn Cộng sản Quốc tế.
Việc thành lập Quốc tế mới không nhận được sự ủng hộ từ Andreu Nin và các thành viên từ Liên đoàn. Họ xem việc hợp tác với các nhóm cộng sản đối lập đóng vai trò quan trọng hơn, đặc biệt là với Quốc tế Cộng Sản đối lập, vốn liên kết với khối Cánh hữu Đối lập trong Đảng Cộng sản Liên Xô. Bất chấp sự phản đối của Trotsky, các nhóm Tây Ban Nha thuộc Liên đoàn Cộng sản Quốc tế vẫn hợp nhất với Quốc tế Cộng Sản đối lập, dẫn đến việc thành lập Đảng Công nhân Liên Minh Chủ nghĩa Marx, trở thành một bộ phận của văn phòng Luân Đôn. Trotsky cho rằng Liên đoàn đã đầu hàng trước chủ nghĩa trung tâm.
Trước sự gia tăng ảnh hưởng của phe Trotsky, Stalin đã tiến hành một cuộc thanh trừng chính trị quy mô lớn. Phe Trotsky bị ép phải làm việc ở khu mỏ trong điều kiện cực đoan, bị tra tấn và hành quyết. Theo Hoàng Hoa Khôi, Stalin đàn áp phe Trotsky vì "không thể tha thứ một tổ chức đối lập có khả năng chính trị và lý luận, đưa ra một đường lối có hệ thống, có thể chiêu mộ quần chúng đe dọa chính quyền của mình."